# 32267 Hermannweyl
32267 Hermannweyl è un asteroide della fascia principale. Scoperto nel 2000, presenta un'orbita caratterizzata da un semiasse maggiore pari a 2,7906865 UA e da un'eccentricità di 0,0871831, inclinata di 15,91931° rispetto all'eclittica.